# Museum Moderner Kunst Stiftung Ludwig Wien

Logo

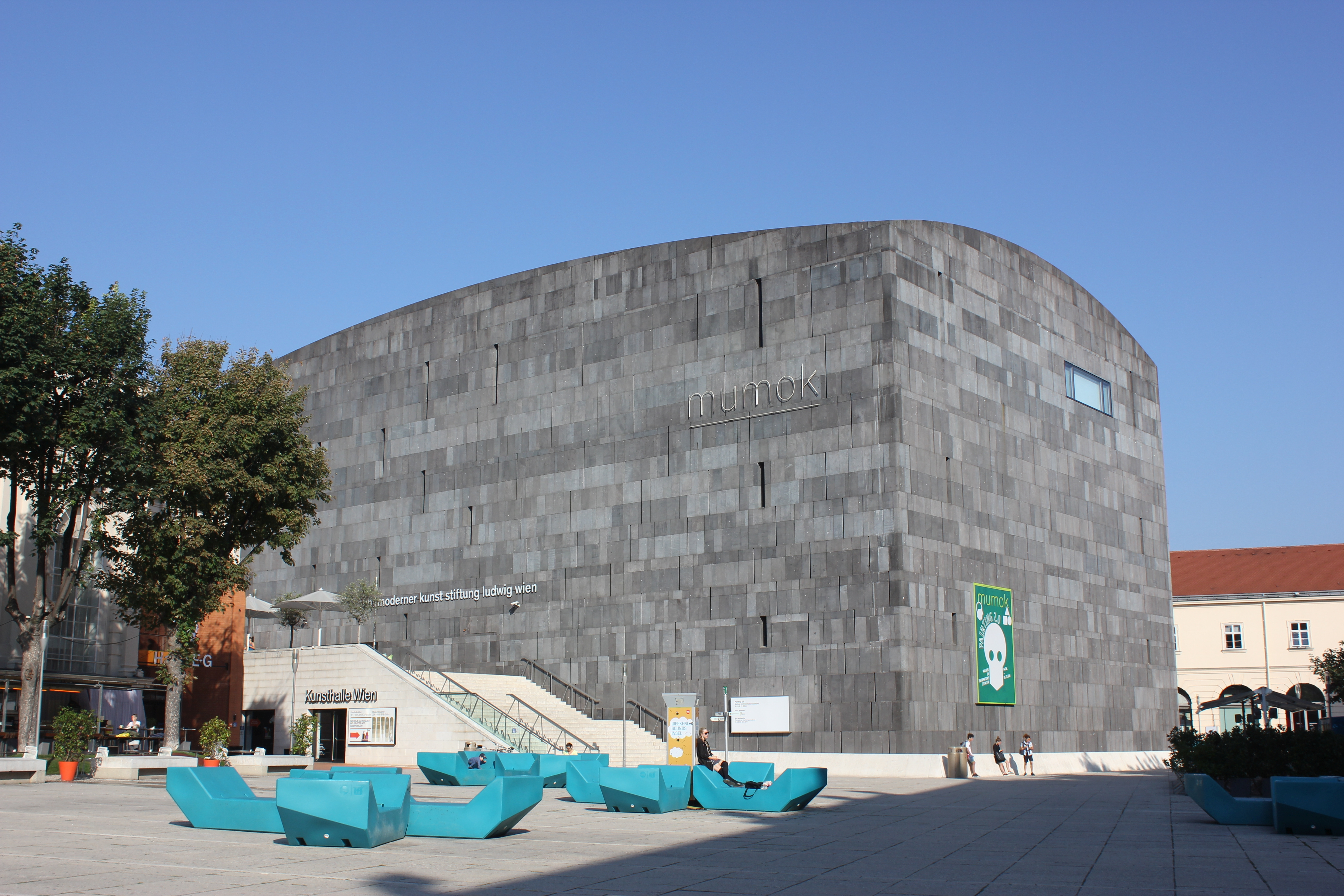
mumok – Museum moderner Kunst Stiftung Ludwig Wien (2016)

Das Museum moderner Kunst Stiftung Ludwig Wien (mumok) ist ein Bundesmuseum im MuseumsQuartier im 7. Wiener Gemeindebezirk Neubau. Das heutige Gebäude wurde 2001 eröffnet.

## Geschichte

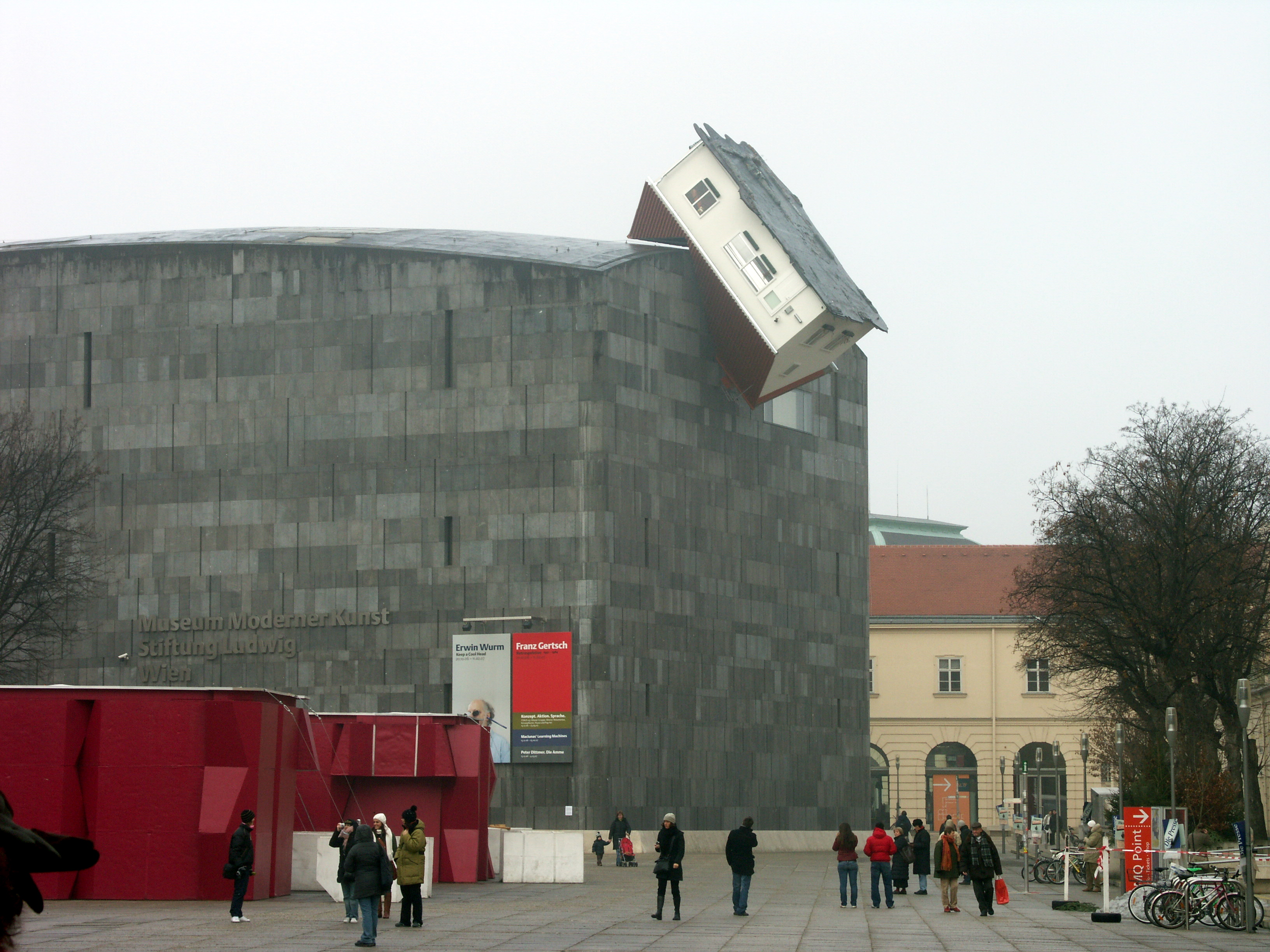
Das mumok zeigt Erwin Wurm, 2007

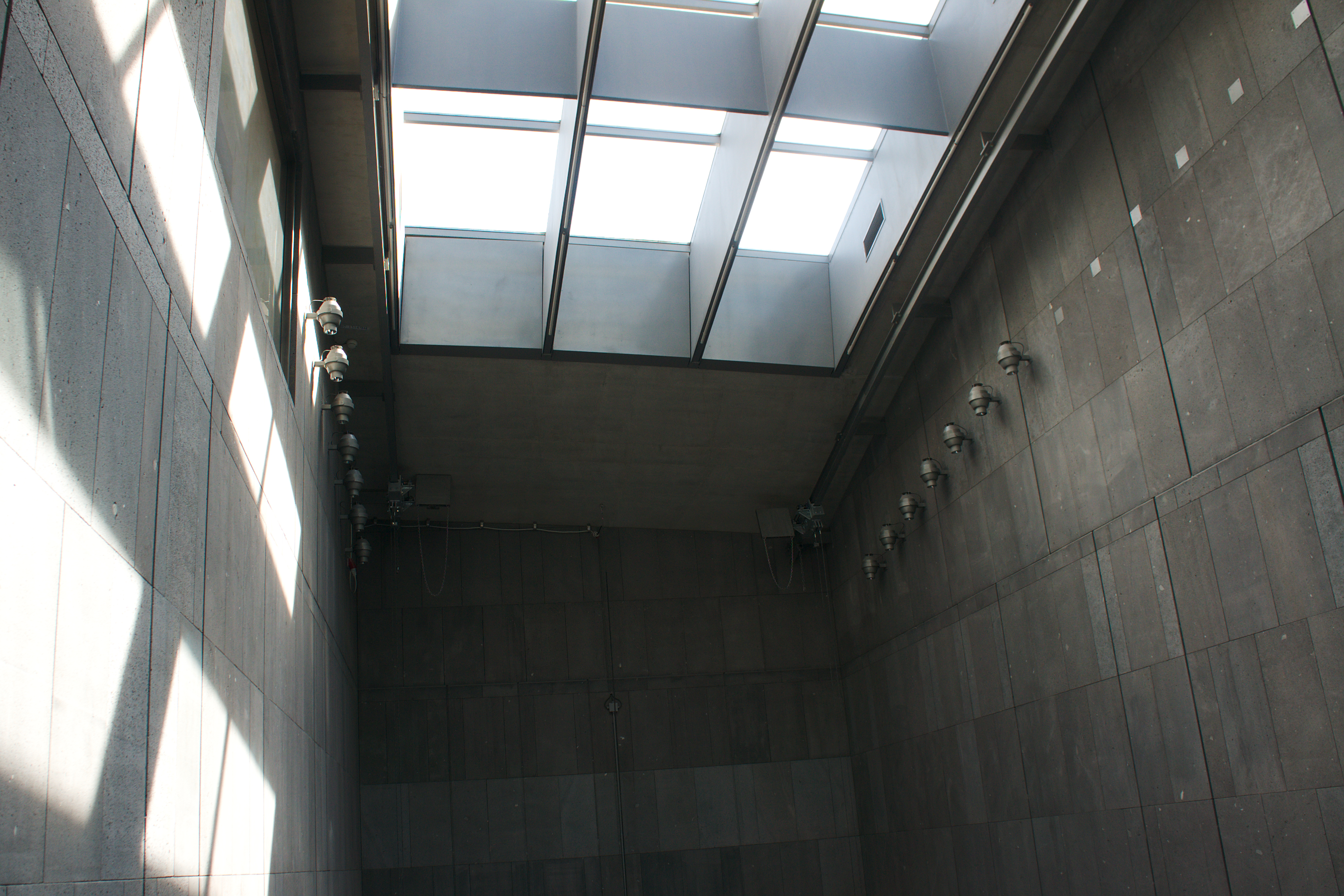
Lichthof im mumok (2011)

Das mumok wurde am 20. September 1962 als Museum des 20. Jahrhunderts im 20er Haus (dem ehemaligen Österreich-Pavillon der Weltausstellung 1958 in Brüssel) im Schweizergarten eröffnet. Gründungsdirektor war Werner Hofmann. In nur wenigen Jahren gelang es ihm, bedeutende Werke der Klassischen Moderne zu erwerben und die Sammlung auszubauen.
Ab 1979 bis 1989 war der Kunsthistoriker Dieter Ronte Leiter des Museums. Am 26. April 1979 wurde das Palais Liechtenstein am Alsergrund aus Platzmangel als zweites Ausstellungsgebäude gemietet. Dies ist vor allem Hans Mayr zu verdanken, der 1977 als Präsident des Wiener Künstlerhauses eine Ausstellung mit Werken moderner Kunst aus der Sammlung des Aachener Ehepaars Irene und Peter Ludwig für Wien organisierte.
Während der Ausstellung erklärte sich das Sammlerehepaar bereit, einige der Werke als Dauerleihgaben nach Wien zu geben. Ein von der damaligen Bundesministerin Hertha Firnberg eingesetztes österreichisches Komitee führte Verhandlungen mit dem Ehepaar Ludwig und vereinbarte eine umfassende Leihe an Exponaten, was aber auch die Frage nach einer adäquaten Unterbringung der Kunstwerke aufwarf.
Mit der Gründung der Österreichischen Ludwig-Stiftung im Jahr 1981 gingen viele Leihgaben in den Bestand der Sammlung über. Das Museum verdankt dem Mäzenatentum des deutschen Industriellen- und Sammlerehepaars rund 230 Werke aus ihrer internationalen Sammlung, darunter bedeutende Arbeiten von Pablo Picasso, Robert Rauschenberg, Andy Warhol oder Gerhard Richter. Anlässlich des zehnjährigen Bestehens der Stiftung und einer weiteren großen Schenkung von Peter und Irene Ludwig an das Museum wurde es 1991 in Museum moderner Kunst Stiftung Ludwig Wien umbenannt. Die Stiftung sorgt für die Erhaltung und Präsentation der Werke und kauft weitere Objekte hinzu.
Am 15. September 2001 wurde das mumok im Wiener MuseumsQuartier neu eröffnet. Das kubische, mit Vulkangestein ummantelte Gebäude der Architekten Ortner & Ortner bietet auf 4800 m² Ausstellungsfläche Platz für die Hauptwerke der heute rund 10.000 Exponate umfassenden Sammlung moderner und zeitgenössischer Kunst. Gleichzeitig wurde es als Bundesmuseum mit 1. Jänner 2003 in die Vollrechtsfähigkeit entlassen.
Das mumok wurde ab 2001 von Edelbert Köb geleitet. Im Oktober 2010 übernahm Karola Kraus die Leitung des Museums. Sie und die kaufmännische Leitung wurden 2020 für eine weitere Amtsperiode bestätigt.
Für eine Sanierung ist das Museum von Jänner bis Juni 2024 geschlossen. Die Sanierungskosten wurden mit rund sechs Millionen Euro beziffert.
Im November 2023 wurden Bettina Brunner und Sylvia Tuczka vom Stiftungsrat zu Geschäftsführerinnen der Österreichischen Ludwig-Stiftung für Kunst und Wissenschaft als Nachfolgerinnen von Gottfried Toman und Sabeth Buchmann ab Jänner 2024 bestellt. Im April 2024 wurde Fatima Hellberg als mumok-Direktorin ab dem 1. Oktober 2025 vorgestellt.

## Sammlung
Die Sammlung des mumok umfasst heute rund 10.000 Werke von etwa 1.600 Künstlern. 1959 wurden die ersten Ankäufe für das neu gegründete Museum des 20. Jahrhunderts getätigt, das 1962 bei seiner offiziellen Eröffnung 90 Werke besaß.
Ein wesentlicher Impuls für die Ausstellungs- und Sammlungspolitik des Hauses ging Ende der 1970er-Jahre von den Sammlungen Ludwig und Hahn aus, die seit 1979 in einem zweiten Haus, dem Palais Liechtenstein, gezeigt wurden. War die Sammlung Hahn ein Ankauf der Republik, konnten die Leihgaben von Peter und Irene Ludwig durch die Gründung der Österreichischen Ludwig-Stiftung dauerhaft für das Haus gesichert werden. Die im Gegenzug von der Republik Österreich in die Stiftung eingebrachten Budgetmittel dienen bis heute zur Erwerbung von internationalen Hauptwerken moderner und zeitgenössischer Kunst.
Entsprechend seiner wechselhaften institutionellen Geschichte besteht die Sammlung des mumok aus mehreren Blöcken. Die Zeit bis nach dem Zweiten Weltkrieg deckt der Bestand an Klassischer Moderne ab, wie sie Gründungsdirektor Werner Hofmann erwarb. Einen weiteren Schwerpunkt bilden die Sammlungen Ludwig und Hahn mit einem Fokus auf den Avantgarden der 1960er- und 1970er-Jahre. In den letzten 15 Jahren wurde zudem eine umfangreiche Sammlung zum Wiener Aktionismus aufgebaut. Die Gegenwartskunst wird im mumok mit einem Schwerpunkt auf Foto-, Video- und Filmarbeiten sowie auf Malerei, Skulptur und Rauminstallationen gesammelt, die überwiegend in den beiden letzten Jahrzehnten zusammengetragen wurden.

### Sammlungsschwerpunkte
Klassische Moderne
Von Werner Hofmann als Lehrsammlung zur ersten Hälfte des 20. Jahrhunderts angelegt, beinhaltet sie die wesentlichsten Richtungen und Künstler dieser Jahre, wie den Expressionismus (Richard Gerstl, Oskar Kokoschka, Ernst Ludwig Kirchner), Kubismus und Futurismus (Henri Laurens, Giacomo Balla) oder konstruktive Tendenzen und Bauhaus (Piet Mondrian, László Moholy-Nagy).
Dada und Surrealismus sind mit Francis Picabia, Max Ernst oder René Magritte vertreten. Unter den Werken befinden sich einige der einflussreichsten der Moderne, so etwa der Kauernde von André Derain oder Nocturne von František Kupka.
Mit der Schenkung der Sammlung Bogner wurde 2005 ein weiterer Fokus auf Johannes Itten und den Wiener Beitrag zur konstruktivistischen Moderne gelegt.
Die Sammlungen Hahn & Ludwig
Neben der Klassischen Moderne sind es die Sammlungsblöcke der Pop Art, des Nouveau Réalisme und des Fluxus sowie der Konzeptkunst, des Post Minimal und der Arte Povera, die die Avantgarden der 1960er- und 1970er-Jahre exemplarisch vorstellen. Die Werke der Pop Art, die Peter und Irene Ludwig erwarben, wie Claes Oldenburgs Mouse Museum, Andy Warhols Orange Car Crash oder Robert Indianas Love Rising - Black and White Love. For Martin Luther King sowie Arbeiten von Jasper Johns, Roy Lichtenstein, John Chamberlain oder Tom Wesselmann zählen heute zu den Schlüsselwerken der amerikanischen Pop Art. Neben der Pop Art bestimmen zentrale Arbeiten von Hanne Darboven, Gerhard Richter, Robert Smithson, Bernd und Hilla Becher, von Pablo Picasso, Joseph Beuys oder Richard Hamilton die Sammlung von Peter und Irene Ludwig.
Die Schwerpunkte der Sammlung des Kölner Restaurators Wolfgang Hahn liegen auf Nouveau Réalisme, auf Fluxus sowie auf performativen und institutionskritischen Ansätzen. Begleitet durch die 2005 von Hildegard Hahn erfolgte Schenkung der Bibliothek Hahn umfasst die Sammlung Hahn die ganze Komplexität der Kunst der 1960er-Jahre: von Joseph Beuys, François Dufrêne, Raymond Hains, Yves Klein, Daniel Spoerri, Jean Tinguely, Niki de Saint-Phalle, Wolf Vostell oder Christo bis zu den Künstlern um die Fluxus-Bewegung mit Objekten wie George Brechts Universal Machine oder Nam June Paiks legendärem Klavier hin zu Ephemera von Marcel Broodthaers oder Gilbert & George.
Wiener Aktionismus
Der Wiener Aktionismus war eine der radikalsten künstlerischen Bewegungen des 20. Jahrhunderts und hat an Brisanz bis heute nichts eingebüßt. Seine Protagonisten Günter Brus, Hermann Nitsch, Otto Muehl und Rudolf Schwarzkogler, haben Anfang der 1960er-Jahre die Gattungsgrenzen der Malerei zugunsten von Aktionen mit realen Körpern, Objekten und Substanzen in Raum und Zeit überschritten. Ihr Anliegen war eine durch die künstlerische Form intensivierte und solcherart Bewusstsein schaffende „direkte“ Konfrontation mit der sinnlich wie psychisch erfahrbaren Realität, und zwar in all ihren – auch tragischen, schwer erträglichen sowie vor allem gesellschaftlich verdrängten – Aspekten.
Kunsthistorisch gesehen war der Wiener Aktionismus ein bedeutender Beitrag zu jenen internationalen Entwicklungen der 1950er- und 1960er-Jahre, die sich wieder der konkreten Lebenswelt entnommenen Inhalten zuwandten, nachdem die Nachkriegskunst der westlichen Welt von der Abstraktion und ihrer meist introspektiven Inhaltlichkeit dominiert gewesen war.
Als internationales Kompetenzzentrum für Wiener Aktionismus beherbergt das mumok nicht nur bedeutende Arbeiten der Wiener Aktionisten Günter Brus, Otto Muehl, Hermann Nitsch und Rudolf Schwarzkogler, sondern auch zeitgeschichtliches Dokumentationsmaterial und zahlreiche Aufzeichnungen, Notizbücher, Aktionsfotografien, Skizzen und Korrespondenzen. Die Sammlung vermittelt die Entwicklung des Aktionismus von der anfänglichen Auseinandersetzung mit der Malerei zur Überschreitung des Tafelbildes zugunsten der Inszenierung von Geschehen in Raum und Zeit. Sie ist in ihrem Umfang weltweit einzigartig.
Gegenwartskunst
Das mumok erweitert und vertieft kontinuierlich seine Sammlungsschwerpunkte der realitätsbezogenen sowie gesellschafts- und institutionsanalytischen Kunst der 1960er- und 1970er-Jahre mit zeitgenössischen Werken österreichischer und internationaler Künstler.
Zu den vielfältigen Positionen gehören Yto Barrada, Tom Burr, Josef Dabernig, Andrea Fraser, David Goldblatt, Dorit Margreiter, Zwelethu Mthethwa, Marge Monko, Henrik Olesen, Florian Pumhösl, Rebecca Quaytma, Zineb Sedira, Cindy Sherman, Vivan Sundaram, Emily Wardill, Franz West und Heimo Zobernig.
2006 wurden im Rahmen eines umfassenden Ankaufs in den Bereichen Film und Fotografie Werke von James Coleman, Thomas Demand, Andreas Gursky, Louise Lawler, Jeff Wall und Christopher Williams erworben. Die Mediensammlung des mumok umfasst Werke von Matthew Buckingham, Carola Dertnig, Omer Fast, Matthias Poledna und Runa Islam, um nur einige zu nennen.

## Leitung
- 1962–1969: Werner Hofmann
- 1979–1989: Dieter Ronte
- 2001–2010: Edelbert Köb
- 2010–2025: Karola Kraus
- Ab 2025: Fatima Hellberg

## Ausstellungen (Auswahl)
- Museum der Wünsche, 10. September 2011 – 8. Jänner 2012[11]
- Claes Oldenburg. The Sixties, 4. Februar – 28. Mai 2012
- Andrea Fraser. Projection, 4. Februar – 3. Juni 2012
- Dan Flavin. Lights, 12. Oktober 2012 – 27. Jänner 2013
- Franz West. Wo ist mein Achter?, 23. Februar – 26. Mai 2013
- Albert Oehlen. Malerei, 8. Juni – 20. Oktober 2013
- Josef Dabernig. Rock the Void, 6. Juni – 14. September 2014
- Cosima von Bonin. Hippies Use Side Door. Das Jahr 2014 Hat ein Rad ab, Oktober 2014 – 18. Jänner 2015
- Ludwig Goes Pop, 12. Februar – 13. September 2015
- Mein Körper ist das Ereignis. Wiener Aktionismus und internationale Performance, 6. März – 23. August 2015
- Körper, Psyche und Tabu. Wiener Aktionismus und die frühe Wiener Moderne, 4. März – 16. Mai 2016
- Painting 2.0: Malerei im Informationszeitalter, 4. Juni – 6. November 2016
- Anna-Sophie Berger. Places to fight and to make up (Kapsch Art Prize), 22. Oktober 2016 – 5. März 2017
- Konstruktion_Reflexion. Werke aus der Sammlung Gertraud & Dieter Bogner im mumok, 25. November 2016 – 17. April 2017
- Július Koller. One Man Anti Show, 25. November 2016 – 17. April 2017
- WOMAN. Feministische Avantgarde der 1970er-Jahre aus der Sammlung Verbund, 6. Mai – 3. September 2017
- Oh… Jakob Lena Knebl und die mumok Sammlung, 17. März – 22. Oktober 2017[12]
- Hannah Black. Small Room, 17. März – 18. Juni 2017
- Kunst ins Leben! Der Sammler Wolfgang Hahn und die 60er Jahre, 10. November 2017 – 24. Juni 2018
- Optik Schröder II. Werke aus der Sammlung Alexander Schröder, 3. Februar bis 3. Juni 2018
- Bruno Gironcoli. In der Arbeit schüchtern bleiben, 3. Februar bis 3. Juni 2018
- Cécile B. Evans. AMOS’ WORLD: Episode One, 23. März bis 1. Juli 2018
- Klassentreffen. Werke aus der Sammlung Gaby und Wilhelm Schürmann, 23. Juni bis 11. November 2018
- Doppelleben. Bildende Künstler_innen machen Musik, 23. Juni bis 11. November 2018[13]
- Film und mehr. Aus den Archiven von Kurt Kren und Ernst Schmidt jr., 12. Juli 2018 bis 3. Februar 2019
- 55 Dates. Highlights aus der mumok Sammlung, 12. Juli 2018 bis 3. Februar 2019[14]
- Photo/Politics/Austria, 12. Juli 2018 bis 3. Februar 2019[15]
- Ernst Caramelle. Ein Résumé, 30. November 2018 bis 28. April 2019[16]
- Pattern and Decoration. Ornament als Versprechen, 23. Februar 2019 – 8. September 2019[17]
- Vertigo. Op Art und eine Geschichte des Schwindels 1520–1970, 25. Mai 2019 – 26. Oktober 2019[18]
- Dorit Margreiter. Really!, 25. Mai 2019 – 6. Oktober 2019[19]
- Alfred Schmeller. Das Museum als Unruheherd, 27. September 2019 – 16. Februar 2020[20]
- Heimrad Bäcker. es kann sein, dass man uns nicht töten wird und uns erlauben wird, zu leben*, 27. September 2019 – 16. Februar 2020[21]
- 2023/24: Elisabeth Wild. Fantasiefabrik, 5. Mai 2023 – 7. Januar 2024
- Adam Pendleton. Blackness, White, and Light, 2023

## Publikationen
- Nouveau Réalisme. Museum moderner Kunst Stiftung Ludwig Wien, Verlag für moderne Kunst Nürnberg, 2005. ISBN 3-938821-08-6.
- Ludwig Goes Pop. Museum moderner Kunst Stiftung Ludwig Wien / Museum Ludwig Köln, Walter König, Köln 2014, ISBN 978-3-86335-599-9.
- Dorit Margreiter. Really!, Museum moderner Kunst Stiftung Ludwig Wien, Walther König, Köln, ISBN 978-3-902947-68-0.
- Vertigo. Op Art und eine Geschichte des Schwindels 1520–1970, Museum moderner Kunst Stiftung Ludwig Wien, Walther König, Köln, 2019, ISBN 978-3-902947-66-6.